# دولت موقت مکزیک
دولت موقت مکزیک (اسپانیایی: Supremo Poder Ejecutivo‎)، عالی‌ترین قدرت اجرایی بود که از زمان سقوط امپراتوری اول مکزیک در آوریل ۱۸۲۳، تا انتخاب اولین رئیس جمهور مکزیک، گوادالوپ ویکتوریا، در اکتبر ۱۸۲۴، در این کشور حکومت می‌کرد. پس از کناره‌گیری امپراتور ایتوربیده، حاکمیت به کنگره واگذار شد. کنگره نیز یک قوه سه‌گانه متشکل از گوادالوپ ویکتوریا، پدرو سلستینو نگرته، و نیکلاس براوو را به عنوان قوه مجریه تعیین کرد، در این مدت قانون اساسی جدید در حال نگارش بود.
این یک دوره انتقالی بود که سیستم سیاسی کشور از سلطنتی به جمهوری تبدیل شد. دولت جدید براین دوران نظاره داشت، تمام عناوین اشرافیت را لغو کرد، نمادهای ملی را تغییر داد و بقایای حکومت پادشاهی را از قدرت کنار زد. ایتوربیده و خانواده‌اش به اروپا تبعید شدند و هنگامی که در ژوئیه ۱۸۲۴ تلاش کرد به کشور بازگردد، دستگیر و اعدام شد.

## پیشینه
مکزیک مستقل در اصل یک پادشاهی"مشروطه و میانه‌رو" بود: طبق معاهده کوردوبا، کشور جدید نام امپراتوری مکزیک را برگزید.
طرح ایگوالا مقرر کرده بود که یک پادشاه بوربون بر تخت سلطنت مکزیک بنشیند، اما وقتی این پیشنهاد رد شد، شورشی در پادگان‌ها در پایتخت رخ داد که آگوستین د ایتوربیده را به عنوان امپراتور اعلام کرد؛ کنگره که در جستجوی ثبات بود و توسط پارتیزان‌های نظامی ایتوربیده احاطه شده بود، تسلیم شد. ایتوربیده در ۱۸ مه ۱۸۲۲ رسماً به عنوان امپراتور مکزیک اعلام شد.

## انتقال از سلطنت به جمهوری
در ۳۱ مارس ۱۸۲۳، کنگره رسماً قوه مجریه را که از ۱۹ می ۱۸۲۲ تحت امپراتوری کار می‌کرد، لغو کرد.